# 鮑爾班克 (加利福尼亞州)
鮑爾班克（英語：Bowerbank）是位於美國加利福尼亞州克恩縣的一個非建制地區。該地的面積和人口皆未知。

## 地理
鮑爾班克的座標為35°23′58″N 119°24′30″W / 35.39944°N 119.40833°W，而該地的平均海拔高度為91米（即299英尺）。